# Råby-Rönö socken
Råby-Rönö socken i Södermanland ingick i Rönö härad och är sedan 1971 en del av Nyköpings kommun, från 2016 inom Råby-Rönö och Ripsa distrikt.
Socknens areal är 55,98 kvadratkilometer, varav 49,65 land. År 1951 fanns här 636 invånare. Kyrkbyn Råby-Rönö med sockenkyrkan Råby-Rönö kyrka ligger i socknen.  

## Administrativ historik
Råby-Rönö socken har medeltida ursprung, 1402 skrivet Rasbosokn 1440 Raaby. Före den 1 januari 1886 (ändring enligt beslut den 17 april 1885) var namnet Råby socken.
Vid kommunreformen 1862 övergick socknens ansvar för de kyrkliga frågorna till Råby-Rönö församling och för de borgerliga frågorna till Råby-Rönö landskommun. Landskommunen inkorporerades 1952 i Rönö landskommun som 1971 uppgick i Nyköpings kommun. Församlingen uppgick 1995 i Råby-Ripsa församling som 2002 uppgick i Rönö församling.
1 januari 2016 inrättades distriktet Råby-Rönö och Ripsa, med samma omfattning som Råby-Ripsa församling hade 1999/2000 och fick 1995, och vari detta sockenområde ingår.
Socknen har tillhört län, fögderier, tingslag och domsagor enligt vad som beskrivs i artikeln Rönö härad.  De indelta soldaterna tillhörde Södermanlands regemente, Lif- och Nyköpings Kompanier och Livregementets grenadjärkår, Södermanlands kompani. De indelta båtsmännen tillhörde Andra Södermanlands båtsmanskompani.

## Geografi
Råby-Rönö socken ligger nordväst om Nyköping öster om Lidsjön, Långhalsen och Nyköpingsån. Socknen har kuperad odlingsbygd i väster och skogdbygd i övrigt.
Socknen genomkorsas av riksväg 53 (Nyköping–Malmköping).
I Sockenområdets södra del ligger bland annat gårdarna Spånga, Erikslund och Ryckesta. Skärpinnsudden sticker ut från Ullberga  vid Långhalsens södra del. Cirka 1 kilometer sydväst om Råby-Rönö kyrka ligger Stensnäs. På landtungan mellan Långhalsen i söder och Lidsjön i norr ligger byn Edstorp. Sockengränsen mot Husby-Oppunda i väster går mitt i Lidsjön. Vid sjöns södra del ligger byn Stavvik och i närheten av sjöns nordspets ligger gården Oppeby.
Socknens nordligaste del ligger på Stavberget (73,8 m ö.h.) i Fjällveden. Här gränsar socknen mot Ripsa socken i norr. Råby-Rönö gränsar i nordost mot Lids och Runtuna socknar.

## Fornlämningar

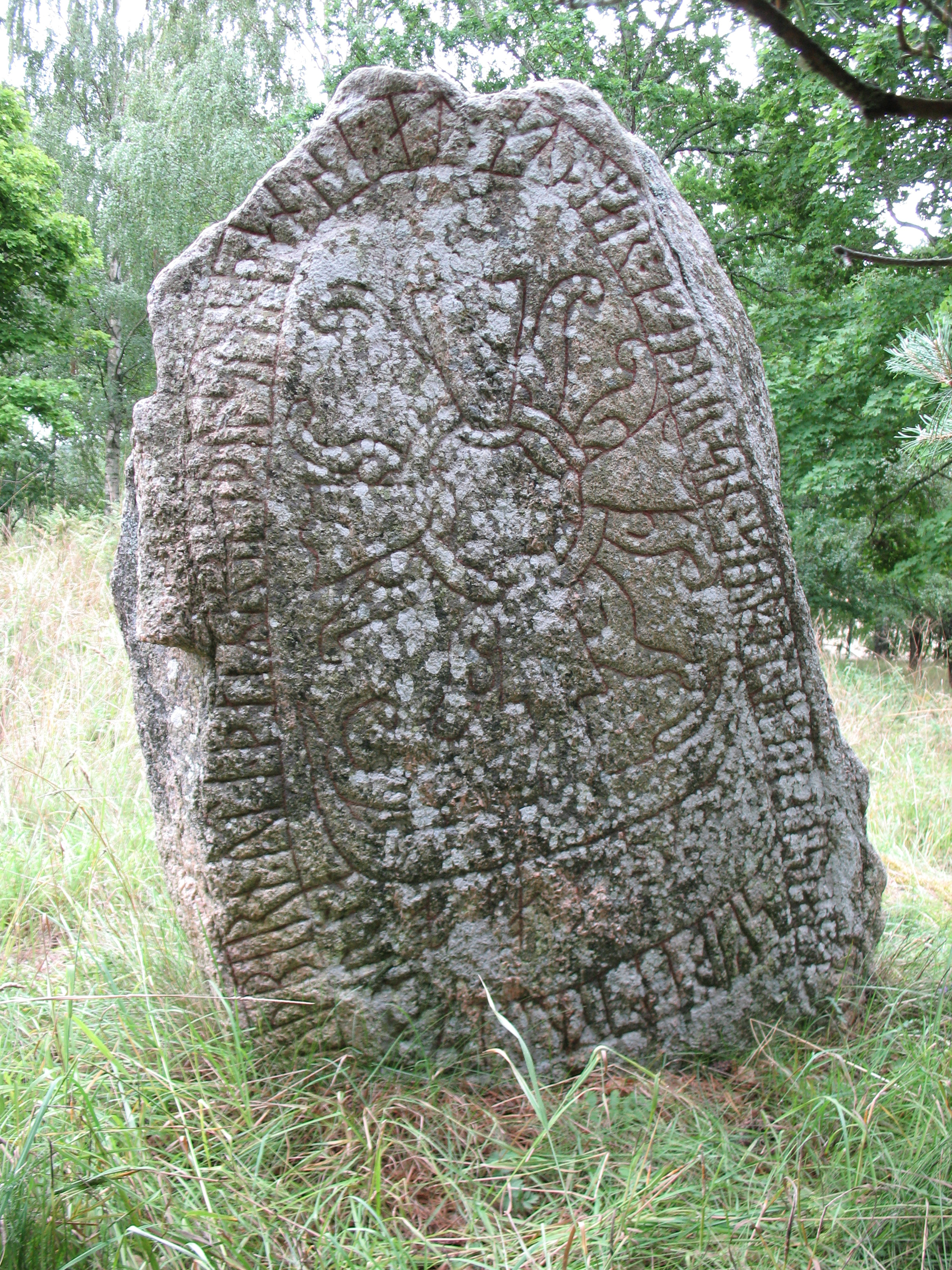
Runstenen Sö 164.

Från järnåldern finns 19 gravfält. Vidare finns här sju fornborgar samt fem runstenar.

## Namnet
Namnet (1314 Raby) kommer från kyrkbyn. Efterleden är by, 'by; gård'. Förleden är sannolikt rå, 'stång, råmärke' alternativt 'rådjur'.
Namnet var före 1 januari 1886 Råby socken.